# Gynaecoserica
Gynaecoserica är ett släkte av skalbaggar. Gynaecoserica ingår i familjen Melolonthidae.

## Dottertaxa tillGynaecoserica, i alfabetisk ordning[1]
- Gynaecoserica alma
- Gynaecoserica amara
- Gynaecoserica annuliforceps
- Gynaecoserica arunachalensis
- Gynaecoserica barclayi
- Gynaecoserica bicolorata
- Gynaecoserica bocaki
- Gynaecoserica bomdilana
- Gynaecoserica compacta
- Gynaecoserica cymosa
- Gynaecoserica densipunctata
- Gynaecoserica digna
- Gynaecoserica dirangensis
- Gynaecoserica exilis
- Gynaecoserica felina
- Gynaecoserica gisionensis
- Gynaecoserica gogonaica
- Gynaecoserica hirsuta
- Gynaecoserica ignobilis
- Gynaecoserica jelineki
- Gynaecoserica keithi
- Gynaecoserica latesquamosa
- Gynaecoserica lobiceps
- Gynaecoserica lohitensis
- Gynaecoserica lomsakensis
- Gynaecoserica lubosi
- Gynaecoserica luteata
- Gynaecoserica maekasana
- Gynaecoserica marginipes
- Gynaecoserica maymyoensis
- Gynaecoserica nahangensis
- Gynaecoserica namtamaiensis
- Gynaecoserica obliqua
- Gynaecoserica pellecta
- Gynaecoserica perdita
- Gynaecoserica rostrata
- Gynaecoserica schima
- Gynaecoserica seinghkuensis
- Gynaecoserica singhikensis
- Gynaecoserica tawangensis
- Gynaecoserica tumba
- Gynaecoserica variipennis
- Gynaecoserica vogleri
- Gynaecoserica ziyardamensis